# 허소 (자장)
허소(許劭, 150년 ~ 195년)는 후한 말기의 관료로, 자는 자장(子將)이며 여남군 평여현(平輿縣, 현재의 허난성 주마뎬시 핑위현) 사람이다.

## 생애
종형 허정과 함께 매월 초하룻날(월단)에 인물비평의 모임을 가진 「월단평」으로 유명하다.
조조를 ‘청평할 때는 간적, 난세에는 영웅’이라 평했다.
군(郡)의 공조(功曹)로 출사하여 태수 서구의 존경을 받았다. 유요를 찾아가 의탁하였다. 195년 손책의 공격으로 유요와 함께 예장으로 도주했는데 나이 46세에 죽었다.
사촌형인 허정과는 사이가 좋지 않았다.

## 삼국지연의
사서가 아닌 소설 《삼국지연의》에서는 조조에게 “치세의 능신, 난세의 간웅”이란 평을 남길 때만 등장한다.

## 같이 보기
- 삼국지 인물 목록